# Football aux Jeux panaméricains
Ne pas confondre avec Championnat panaméricain de football.
Le football aux Jeux panaméricains est une discipline présente depuis les Jeux de 1951 à Buenos Aires. Les équipes masculines sont les sélections des moins de 22 ans tandis que pour les femmes, les joueuses de tout âge peuvent y prendre part. Les champions en titre sont chez les hommes l'Argentine et chez les femmes la Colombie.

## Épreuve masculine

### Palmarès par édition
Le tableau suivant retrace pour chaque édition de la compétition le palmarès du tournoi et la ville hôte.

| Édition | Ville hôte                            | Finale         | Finale                 | Finale     | Petite finale          | Petite finale | Petite finale     |
| Édition | Ville hôte                            | Or             | Score                  | Argent     | Bronze                 | Score         | Quatrième         |
| ------- | ------------------------------------- | -------------- | ---------------------- | ---------- | ---------------------- | ------------- | ----------------- |
| 1951    | Buenos Aires, Argentine               | Argentine      |                        | Costa Rica | Chili                  |               | Venezuela         |
| 1955    | Mexico, Mexique                       | Argentine      |                        | Mexique    | Antilles néerlandaises |               | Venezuela         |
| 1959    | Chicago, États-Unis                   | Argentine      |                        | Brésil     | États-Unis             |               | Haïti             |
| 1963    | São Paulo, Brésil                     | Brésil         |                        | Argentine  | Chili                  |               | Uruguay           |
| 1967    | Winnipeg, Canada                      | Mexique        | 4–0 ap                 | Bermudes   | Trinité-et-Tobago      | 4–1           | Canada            |
| 1971    | Cali, Colombie                        | Argentine      |                        | Colombie   | Cuba                   |               | Trinité-et-Tobago |
| 1975    | Mexico, Mexique                       | Mexique Brésil | 1–1 ap (titre partagé) |            | Argentine              | 2–0           | Costa Rica        |
| 1979    | San Juan, Porto Rico                  | Brésil         | 3–0                    | Cuba       | Argentine              | 2–0           | Costa Rica        |
| 1983    | Caracas, Venezuela                    | Uruguay        |                        | Guatemala  | Brésil                 |               | [ 2 ]             |
| 1987    | Indianapolis, États-Unis              | Brésil         | 2–0 ap                 | Chili      | Argentine              | 0–0 (5–4) tab | Mexique           |
| 1991    | La Havane, Cuba                       | États-Unis     | 2–1 ap                 | Mexique    | Cuba                   | 1–0           | Honduras          |
| 1995    | Mar del Plata, Argentine              | Argentine      | 0–0 (5–4) tab          | Mexique    | Colombie               | 3–0           | Honduras          |
| 1999    | Winnipeg, Canada                      | Mexique        | 3–1                    | Honduras   | États-Unis             | 2–1           | Canada            |
| 2003    | Santo Domingo, République dominicaine | Argentine      | 1–0                    | Brésil     | Mexique                | 0–0 (5–4) tab | Colombie          |
| 2007    | Rio de Janeiro, Brésil                | Équateur       | 2–1                    | Jamaïque   | Mexique                | 1–0           | Bolivie           |
| 2011    | Guadalajara, Mexique                  | Mexique        | 1–0                    | Argentine  | Uruguay                | 2–1           | Costa Rica        |
| 2015    | Toronto, Canada                       | Uruguay        | 1–0                    | Mexique    | Brésil                 | 3–1 ap        | Panama            |
| 2019    | Lima, Pérou                           | Argentine      | 4–1                    | Honduras   | Mexique                | 1–0           | Uruguay           |
| 2023    | Santiago, Chili                       | Brésil         | 1-1 (4–2) tab          | Chili      | Mexique                | 4-1           | États-Unis        |

### Tableau des médailles
| Rang | Nation                 | Or | Argent | Bronze | Total |
| ---- | ---------------------- | -- | ------ | ------ | ----- |
| 1    | Argentine              | 7  | 2      | 3      | 12    |
| 2    | Brésil                 | 5  | 2      | 2      | 9     |
| 3    | Mexique                | 4  | 4      | 4      | 12    |
| 4    | Uruguay                | 2  | 0      | 1      | 3     |
| 5    | États-Unis             | 1  | 0      | 2      | 3     |
| 6    | Équateur               | 1  | 0      | 0      | 1     |
| 7    | Chili                  | 0  | 2      | 2      | 4     |
| 8    | Honduras               | 0  | 2      | 0      | 2     |
| 9    | Cuba                   | 0  | 1      | 2      | 3     |
| 10   | Colombie               | 0  | 1      | 1      | 2     |
| 11   | Bermudes               | 0  | 1      | 0      | 1     |
| 11   | Costa Rica             | 0  | 1      | 0      | 1     |
| 11   | Guatemala              | 0  | 1      | 0      | 1     |
| 11   | Jamaïque               | 0  | 1      | 0      | 1     |
| 15   | Antilles néerlandaises | 0  | 0      | 1      | 1     |
| 15   | Trinité-et-Tobago      | 0  | 0      | 1      | 1     |

## Épreuve féminine

### Palmarès par édition
Le tableau suivant retrace pour chaque édition de la compétition le palmarès du tournoi et la ville hôte.
| Édition | Ville hôte                            | Finale         | Finale           | Finale         | Petite finale  | Petite finale | Petite finale |
| Édition | Ville hôte                            | Or             | Score            | Argent         | Bronze         | Score         | Quatrième     |
| ------- | ------------------------------------- | -------------- | ---------------- | -------------- | -------------- | ------------- | ------------- |
| 1999    | Winnipeg, Canada                      | États-Unis -18 | 1–0              | Mexique        | Costa Rica     | 1–1 (4–3) tab | Canada        |
| 2003    | Santo Domingo, République dominicaine | Brésil         | 2–1 ap           | Canada         | Mexique        | 4–1           | Argentine     |
| 2007    | Rio de Janeiro, Brésil                | Brésil         | 5–0              | États-Unis -20 | Canada         | 2–1           | Mexique       |
| 2011    | Guadalajara, Mexique                  | Canada         | 1–1 ap (4–3) tab | Brésil         | Mexique        | 1–0 ap        | Colombie      |
| 2015    | Toronto, Canada                       | Brésil         | 4–0              | Colombie       | Mexique        | 2–1           | Canada        |
| 2019    | Lima, Pérou                           | Colombie       | 1–1 ap (7–6) tab | Argentine      | Costa Rica     | 1–0           | Paraguay      |
| 2023    | Santiago, Chili                       | Mexique        | 1-0              | Chili          | États-Unis -19 | 2-0           | Argentine     |

### Tableau des médailles
| Rang | Nation     | Or | Argent | Bronze | Total |
| ---- | ---------- | -- | ------ | ------ | ----- |
| 1    | Brésil     | 3  | 1      | 0      | 4     |
| 2    | Mexique    | 1  | 1      | 3      | 5     |
| 3    | Canada     | 1  | 1      | 1      | 3     |
| 4    | États-Unis | 1  | 1      | 0      | 2     |
| 5    | Colombie   | 1  | 1      | 0      | 2     |
| 6    | Argentine  | 0  | 1      | 0      | 1     |
| 6    | Chili      | 0  | 1      | 0      | 1     |
| 8    | Costa Rica | 0  | 0      | 2      | 2     |